# 浦幌川
浦幌川（うらほろがわ）は、北海道十勝郡浦幌町を流れる十勝川水系の一級河川。浦幌十勝川最大の支川である。

## 地理
北海道十勝郡浦幌町北端の白糠丘陵北部のウコタキヌプリ近くに源を発し南西へ流れる。上浦幌支所付近で南に向きを変え、十勝川河口付近の浦幌町字下浦幌で浦幌十勝川に合流する。浦幌町のみを流域としている。
浦幌川からは工業用水として最大約0.2立方メートルの取水が行われている。また、農業用水として栄穂頭首工さら最大約0.1立方メートルの取水が行われている。
1988年（昭和63年）11月には浦幌十勝川との合流点で洪水が発生している。

## 流域の自治体
北海道
十勝郡浦幌町

## 支流
- 常室川